# 2. HOL za muškarce 1993./94.
Drugu hrvatsku odbojkašku ligu za sezonu 1993./94. je činilo deset klubova, a prvak je bio klub Elektra iz Osijeka.

## Konačni poredak
1. Elektra (Osijek)
2. Marjan (Split)
3. Meiko (Čakovec)
4. Goran (Bibinje)
5. Mladost (Kaštel Lukšić)
6. Šibenik (Šibenik)
7. Industrogradnja (Zagreb)
8. Valko (Valpovo)
9. Pazin ICE (Pazin)
10. Radnički (Slavonski Brod)